# 日近城

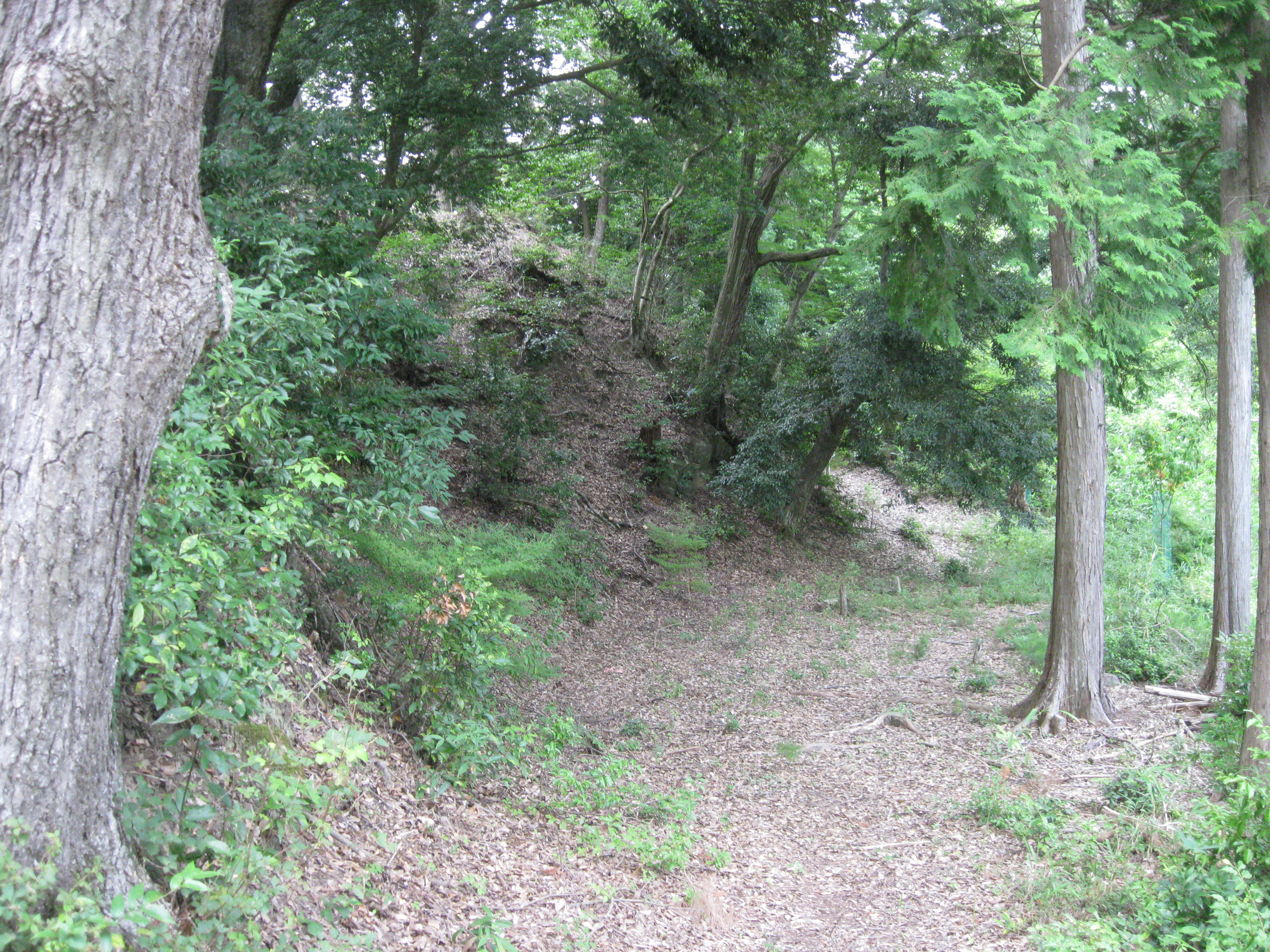
日近城帯曲輪

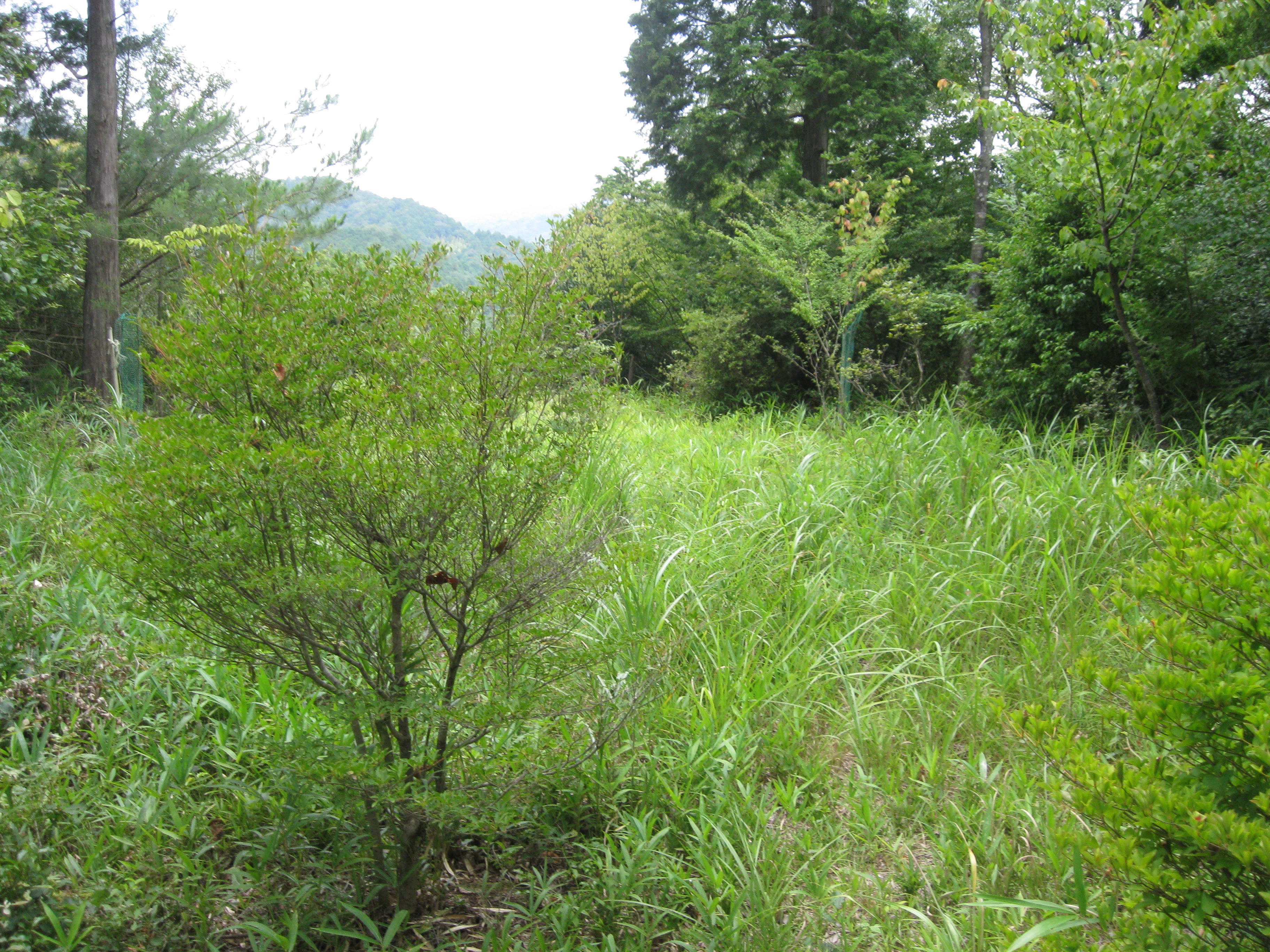
日近城二ノ曲輪

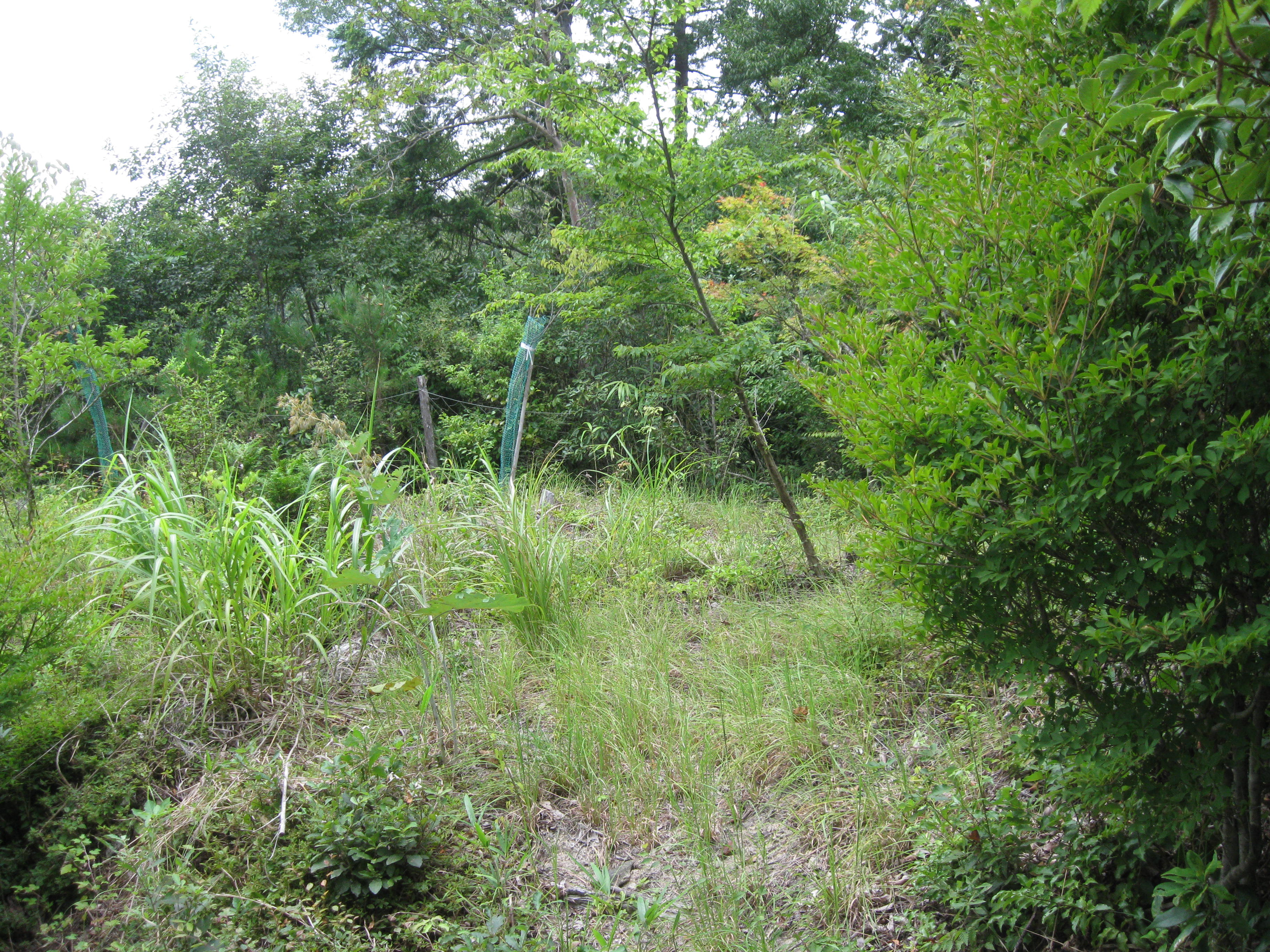
日近城三ノ曲輪

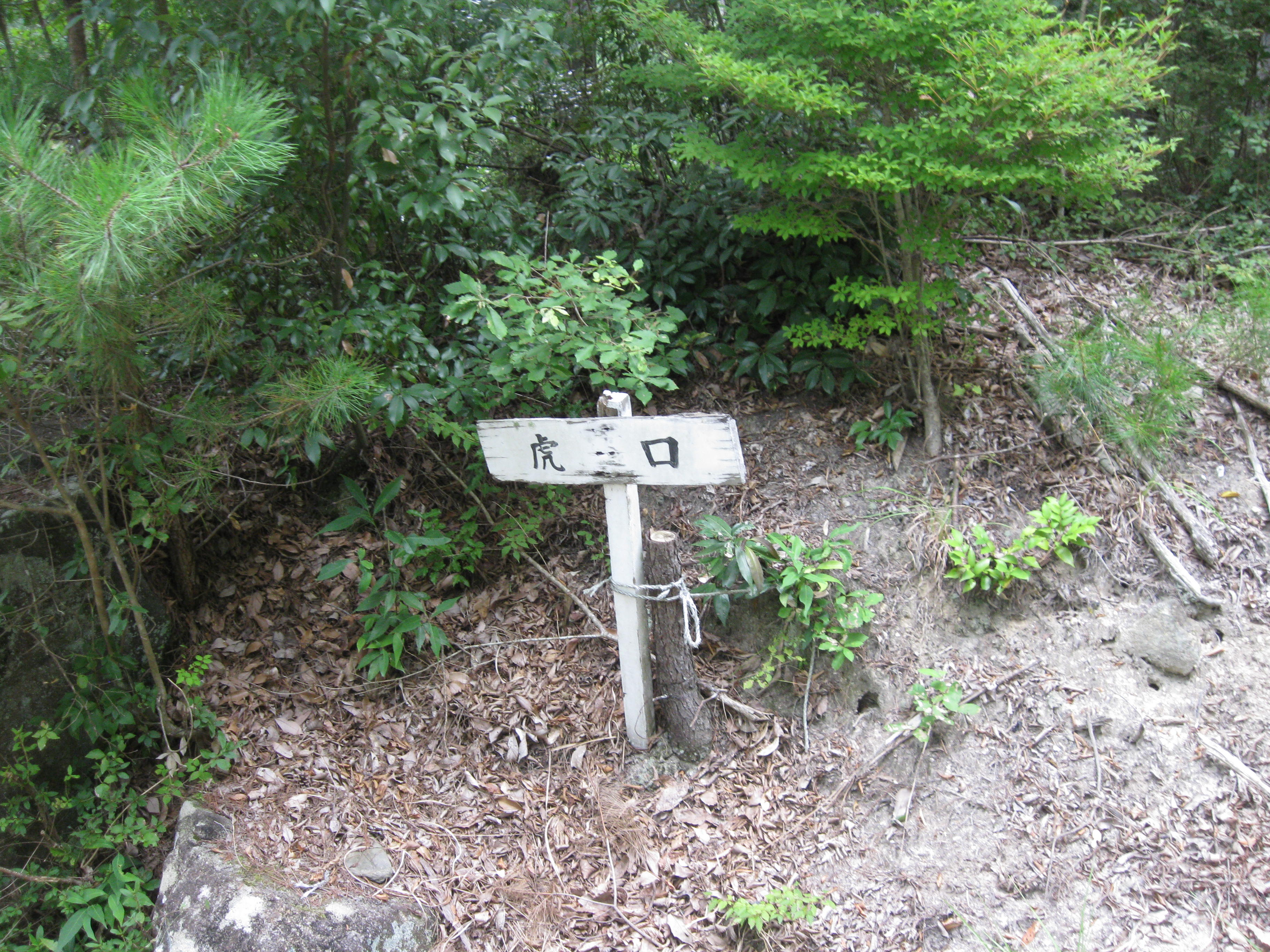
日近城虎口

日近城（ひぢかじょう）は、愛知県岡崎市桜形町にあった日本の城（山城）。岡崎市の指定史跡。

## 概要
日近城は、1478年（文明10年）奥平貞昌が広祥院の裏山に築いた山城である。

## 歴史
日近奥平家の本拠であったが、日近合戦の後、日近は奥平宗家の支配となった。築城から約100年後の1590年（天正18年）徳川家康の関東移封に伴い、奥平氏も関東に移り廃城となった。

## 構造
当初は、本曲輪、二の曲輪、三の曲輪を配した直線的な構造だった。その後、堀切りや大手口となる虎口を設けた。小規模ながら重要な軍事的役割を果たした城だった。